# Macocola
Macocola – miasto w Angoli, w prowincji Uíge.